# Еквіленін
Еквіленін — стероїдний гормон, який разом із естроном забезпечує розвиток статевих органів та нормальний статевий цикл кобил. Був вперше синтезований Бахманом у 1939 році. Входить до складу естрогенних препаратів, які використовуються у менопаузальній гормональній терапії та у інших цілях.